# Вад (комуна)
Вад (рум. Vad) — комуна у повіті Клуж в Румунії. До складу комуни входять такі села (дані про населення за 2002 рік):
- Богата-де-Жос (300 осіб)
- Богата-де-Сус (258 осіб)
- Вад (392 особи)
- Валя-Грошилор (287 осіб)
- Кална (156 осіб)
- Куртуюшу-Дежулуй (182 особи)
- Четан (568 осіб)

Комуна розташована на відстані 358 км на північний захід від Бухареста, 50 км на північ від Клуж-Напоки.

## Населення
За даними перепису населення 2002 року у комуні проживали 2143 особи.
Національний склад населення комуни:
| Національність | Кількість осіб | Відсоток |
| -------------- | -------------- | -------- |
| румуни         | 2092           | 97,6%    |
| цигани         | 43             | 2,0%     |
| угорці         | 8              | 0,4%     |

Рідною мовою назвали:
| Мова      | Кількість осіб | Відсоток |
| --------- | -------------- | -------- |
| румунська | 2136           | 99,7%    |
| угорська  | 7              | 0,3%     |

Склад населення комуни за віросповіданням:
| Релігія        | Кількість осіб | Відсоток |
| -------------- | -------------- | -------- |
| православні    | 1742           | 81,3%    |
| п'ятдесятники  | 235            | 11,0%    |
| греко-католики | 129            | 6,0%     |
| адвентисти     | 10             | 0,5%     |
| реформати      | 6              | 0,3%     |
| римо-католики  | 4              | 0,2%     |
| баптисти       | 2              | 0,1%     |
| унітарії       | 1              | < 0,1%   |